# Comuna Tauț, Arad
Tauț (în maghiară: Feltót) este o comună în județul Arad, Crișana, România, formată din satele Minișel, Minișu de Sus, Nadăș și Tauț (reședința).

## Demografie
Componența etnică a comunei Tauț
     Români (93,39%)
     Romi (1%)
     Alte etnii (0,87%)
     Necunoscută (4,74%)
Componența confesională a comunei Tauț
     Ortodocși (88,45%)
     Penticostali (3,07%)
     Baptiști (1,54%)
     Alte religii (1,67%)
     Necunoscută (5,27%)
Conform recensământului efectuat în 2021, populația comunei Tauț se ridică la 1.498 de locuitori, în scădere față de recensământul anterior din 2011, când fuseseră înregistrați 1.779 de locuitori. Majoritatea locuitorilor sunt români (93,39%), cu o minoritate de romi (1%), iar pentru 4,74% nu se cunoaște apartenența etnică. Din punct de vedere confesional, majoritatea locuitorilor sunt ortodocși (88,45%), cu minorități de penticostali (3,07%) și baptiști (1,54%), iar pentru 5,27% nu se cunoaște apartenența confesională.

## Politică și administrație
Comuna Tauț este administrată de un primar și un consiliu local compus din 9 consilieri. Primarul, Florin Lela[*], de la Partidul Național Liberal, este în funcție din 2016. Începând cu alegerile locale din 2024, consiliul local are următoarea componență pe partide politice:
|  | Partid                          | Consilieri | Componența Consiliului | Componența Consiliului | Componența Consiliului | Componența Consiliului |
|  | ------------------------------- | ---------- | ---------------------- | ---------------------- | ---------------------- | ---------------------- |
|  | Alianța pentru Unirea Românilor | 4          |                        |                        |                        |                        |
|  | Partidul Național Liberal       | 3          |                        |                        |                        |                        |
|  | Partidul Social Democrat        | 2          |                        |                        |                        |                        |

## Atracții turistice
- Rezervația naturală "Stejărișul Panic" (2,2 ha), satul Tauț
- Situl arheologic Cetatea Tauț, cetate medievală cu valuri de apărare datată din secolul al XIII-lea
- Lacul de acumulare Tauț